# HD86199
HD86199 — хімічно пекулярна зоря спектрального класу B9, що має видиму зоряну величину в смузі V приблизно  6,7.
Вона  розташована на відстані близько 769,2 світлових років від Сонця.

## Пекулярний хімічний склад
Зоряна атмосфера HD86199 має підвищений вміст 
Si
.